# Sijeon-dong
Sijeon-dong (koreanska: 시전동) är en stadsdel i staden Yeosu i provinsen Södra Jeolla, i den södra delen av Sydkorea, 320 km söder om huvudstaden Seoul. .